# الإسلام في الإكوادور
تقدر الاحصائيات أن عدد المسلمين في الإكوادور بحوالي 2000 مسلم. كانت أولى هجراتهم إلى الإكوادور من العرب الذين هاجروا من لبنان وفلسطين وسوريا ومصر بعد الحربين العالميتين وانهيار الدولة العثمانية. ويتركزون في كيتو وغواياكيل وتجمعات بسيطة في مانابي ولوس ريوس وإزميرالدس. أسس العرب المسيحيين والمسلمين منظمة عرقية لا دينية اسمها Lecla في الأربعينيات والنادي العربي في الثمانينيات. وفي منتصف التسعينيات، بدأ تحول المواطنين الإكوادوريين للإسلام، واستأجروا مع العرب مكانًا لإقامة صلوات الجمعة. ثم وفرت السفارة المصرية موقع للغرض نفسه. كما أسست الحكومة المركز الإسلامي الإكوادوري في 15 أكتوبر 1994. كما تأسس مسجد خالد بن الوليد عام 1991. أغلب المسلمين هناك من أهل السنة والجماعة.